# Chanteiro
Chanteiro es una aldea española situada en la parroquia de Cervás, del municipio de Ares, en la provincia de La Coruña, Galicia.

## Demografía
| Gráfica de evolución demográfica de Chanteiro entre 2000 y 2023 |
|                                                                 |
| Datos según el nomenclátor publicado por el INE.                |

## Patrimonio
• Playa de Chanteiro es una de las playas más paradisíacas de la zona, son muchos los que se decantan por ella por el gran espectáculo que ofrecen sus olas y su entorno natural. En la misma se celebra el Voto de Chanteiro, una experiencia única y que merece la pena vivir. 
Con una longitud de 200 m, un oleaje moderado y una arena dorada y fina. Tiene acceso por carretera desde una zona urbana.
• Ermita de  Nuestra Señora de la Mercé, situada muy próxima a la playa de Chanteiro cuenta con una de las historias más imponentes de la zona. La Ermita de Nuestra Señora de la Merced fue un convento de franciscanos y un centro de peregrinación para todos aquellos devotos a los que García Manrique concedía 40 días de perdón si peregrinaban a este lugar los días de fiesta de Santa María. Dicha ermita fue restaurada en la década de 1940, cuando era sacerdote de la parroquia Antonio Rodríguez Fraíz.  
Destaca también por ser actualmente la Ermita a la que se acude en cumplimiento del Voto de Chanteiro, voto que se crea por la historia que cuenta que fue la intervención de la Virgen la que liberó a la comarca de una peste de cólera.

## Mitología
• Voto de Chanteiro: en el año 1404 la epidemia de la peste afecta a la comarca de Ferrolterra, lo que conlleva un gran número de muertes en la zona. Esta tragedia sólo podía ser vencida por interseción divina y es así como piden a la Virgen de Chanteiro (Virgen de la Mercé) que cese la misma. Esta virgen era de gran devoción para los pueblos marineros, de hecho, la ermita de Nuestra Señora de la Mercé era la que veían los pescadores tanto al entrar como al salir de la ría y la saludaban con los remos en alto.
Se dice que a esta Virgen acudieron los representantes de los pueblos de la comarca para implorar la desaparición de la epidemia. Esto sucedía en los días inmediatos a la Pascua de Pentecostés.
La epidemia remitió y las gentes de la zona decidieron realizar una ofrenda (voto) de agradecimiento. La ofrenda era entregar seis libras de cera para iluminar la capilla, así como renovar el voto anualmente. Le ofrecían a la Virgen una flor y se colocaba en sus manos: la flor de Chanteiro. El voto era ofrecido por Ferrol, A Graña, Ares y Mugardos.
Una vez efectuada la ofrenda religiosa comenzaba la fiesta profana y la romería propiamente dicha. Con el tiempo la celebración profana fue teniendo cada vez más fama. Ferrol pidió la conmutación del Voto en 1839, más tarde Ares abandonó esta ofrenda después de la Desamortización y fue recuperada en 1954. En cuanto a Mugardos, las autoridades dejaron de celebrarlo durante la II República, recuperándose después de la Guerra Civil.
Los que nunca dejaron de asistir a Chanteiro, el martes de Pentecostés, fueron las gentes de las diversas aldeas de la comarca, que continuaron con la devoción a la Virgen milagrosa, en una tradición que ya cumplió más de 600 años. En la actualidad el día del Voto de Chanteiro, es fiesta local en Ares y Mugardos.